# Гергард Конопка
Гергард Конопка (нім. Gerhard Konopka; 27 березня 1911, Тірштігель — 29 грудня 1997, Дармштадт) — німецький офіцер, майор резерву вермахту. Кавалер Лицарського хреста Залізного хреста.

## Біографія
В 1934 році вступив в Імперську службу праці. Тут працьовитий і цілеспрямований молодий чоловік досяг звання оберарбайтсфюрера (еквівалент оберстлейтенанта).
У 1940 році призваний в вермахт кандидатом в офіцери. Після проходження навчання в 8-му піхотному полку призначений командиром взводу. Учасник Бельгійської і Французької кампаній. У 1941 році 3-тя піхотна дивізія, в якій служив Конопка, була перетворена в моторизовану.
Влітку 1941 року лейтенант Конопка зі своїм взводом панцергренадерів брав участь в боях за Дінабург, Лугу, Смоленськ і Дем'янськ. Восени переведений на центральну ділянку фронту, де брав участь в боях за Москву. Після поранення взяв участь в Ржевській битві.
За виявлену хоробрість і вміле керівництво навесні 1942 року переведений командувати штабним саперним взводом у складі елітного полку «Велика Німеччина». Під час тривалих боїв на Ржевському виступі Конопка особисто мінами і ручними гранатами знищив два танки.
Потім його взвод брав участь у наступі на Воронеж. Тут він був двічі поранений.
Полк «Велика Німеччина» перебував на вістрі головного удару групи військ. Сапери Конопки під прикриттям артилерії і кулеметів на моторних човнах переправилися через Дон в районі Раздорський і зайняли плацдарм на східному березі річки. Відбивши контратаку, взвод під ворожим вогнем утримував плацдарм до підходу підкріплень. Конопка брав участь у важких зимових боях під Воронежем і на північний захід від Сталінградського котла командиром 5-ї роти, де був поранений вчетверте.
Після поранення, завдяки великому досвіду в знищенні танків і управлінні інженерними групами в ближньому бою, викладав на курсах знищення танків. Повернувся на Східний фронт тільки влітку 1943 року і призначений командиром 2-го батальйону свого полку. На цій посаді брав участь у боях за Орел, де був тяжко поранений.
Восени 1943 року, після свого 7-го поранення, знову повернувся в свій батальйон, але майже відразу ж був знову поранений. Цього разу визнаний непридатним до військової служби і переведений викладачем в піхотну школу.
У березні 1945 року Конопка  був призначений командиром 1-го гренадерського полку спішно створеної із залишків 251-ї піхотної дивізії і частин фольксштурму дивізії «Фрідріх Людвіг Ян», взяв участь в боях за Берлін і спробах деблокування Гальбського котла. Встиг відвести свій полк за Ельбу, де здався американцям.
Після повернення з полону був приватним підприємцем, пізніше працював в службі навчання персоналу на великому підприємстві до виходу на пенсію.

## Звання
- Оберлейтенант резерву (1 вересня 1942)
- Гауптман резерву (1 листопада 1943)
- Майор резерву (1 квітня 1944)

## Нагороди
- Срібний нагрудний знак Ангальтської служби праці
- Залізний хрест
  - 2-го класу (18 січня 1941)
  - 1-го класу (1 липня 1941)
- Штурмовий піхотний знак в сріблі (25 липня 1941)
- Нагрудний знак «За поранення»
  - в чорному (23 лютого 1942)
  - в сріблі (28 липня 1942)
  - в золоті (18 липня 1943)
- 4 нарукавних знаки «За знищений танк» (1, 22, 23 вересня і 12 жовтня 1942)
- Медаль «За зимову кампанію на Сході 1941/42» (5 вересня 1942)
- Німецький хрест в золоті (9 жовтня 1942)
- Нагрудний знак ближнього бою в золоті (25 червня 1943)
- Лицарський хрест Залізного хреста (29 серпня 1943)
- Золотий партійний знак НСДАП